# Gulnora Karimova

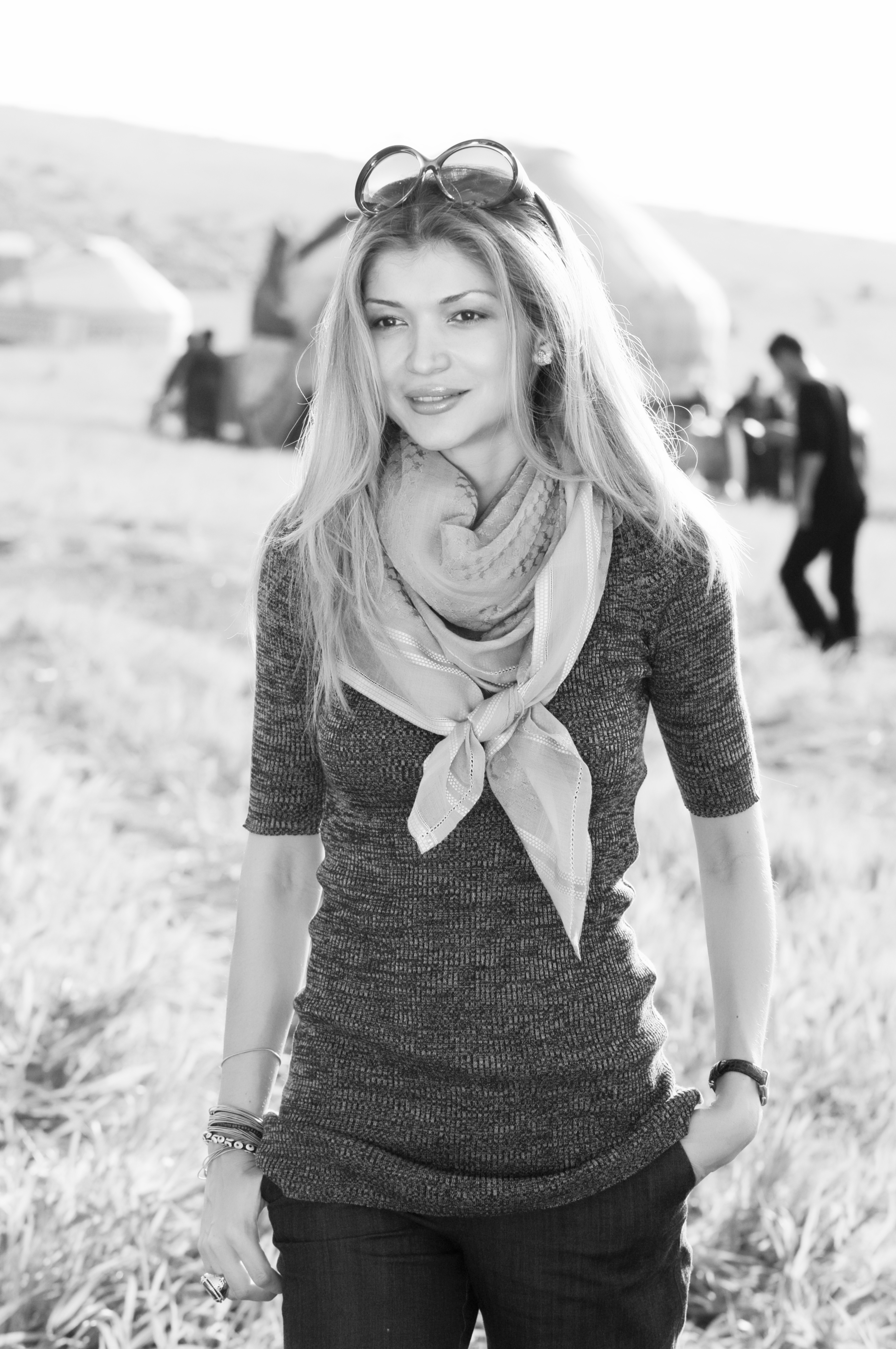
Gulnora Karimova (2009)

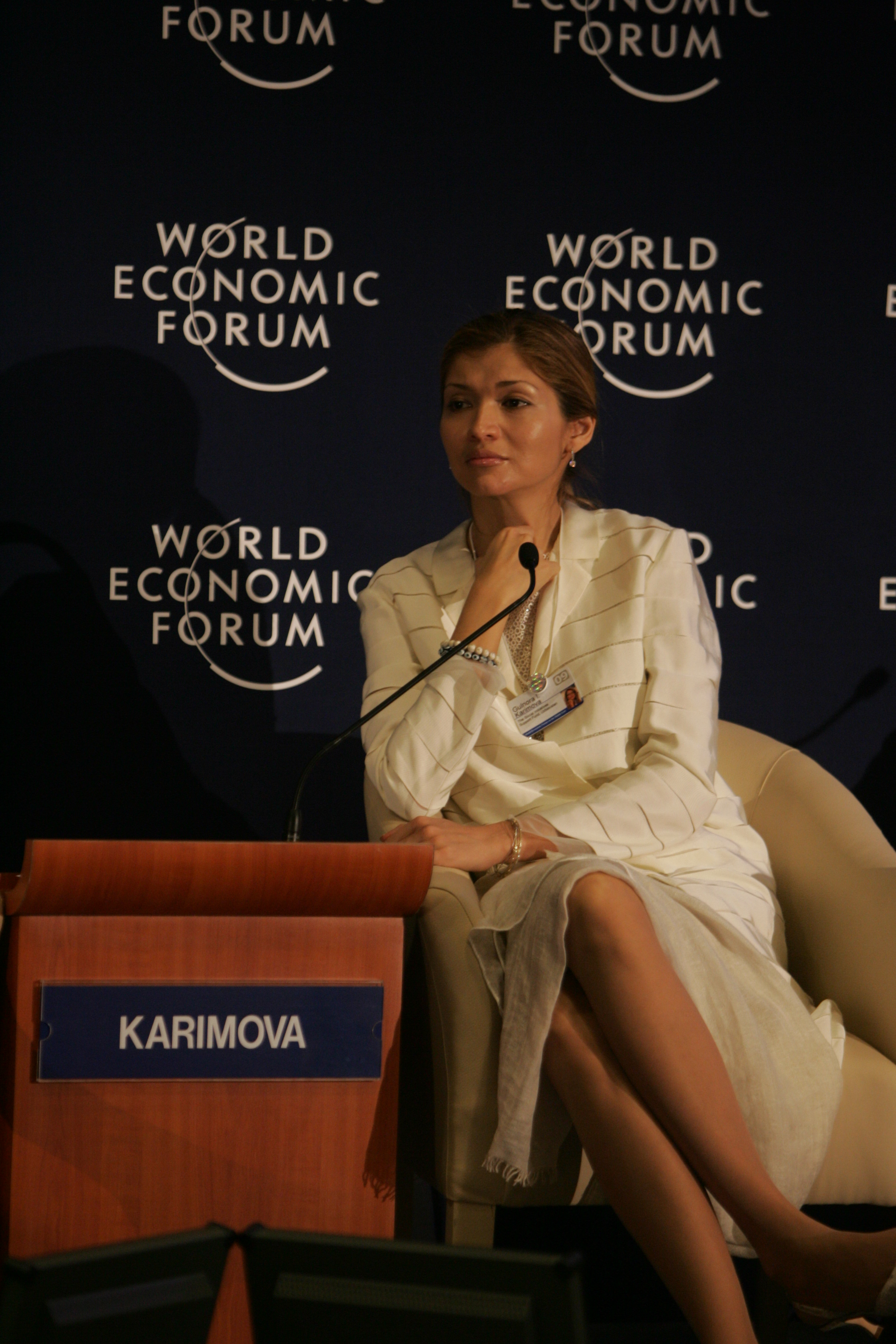
Gulnora Karimova beim Weltwirtschaftsforum in Jordanien 2009

Gulnora Islomovna Karimova (russisch Гульнара Исламовна Каримова/Gulnara Islamowna Karimowa; * 8. Juli 1972 in Fergana, Usbekische SSR, Sowjetunion) ist eine usbekische Politikerin, Diplomatin und Unternehmerin. Sie ist Gründerin und Vorsitzende des Treuhandrates der Stiftung „Forum der Kultur und Kunst Usbekistans“ sowie mehrerer NGOs, die in Kultur- und Sozialbereichen tätig sind. Sie ist die älteste Tochter des ehemaligen usbekischen Staatspräsidenten Islom Karimov. Seit 2014 lebt sie im Hausarrest bzw. in Haft.

## Frühes Leben und Ausbildung
Karimova wurde 1972 als Tochter des späteren usbekischen Staatspräsidenten Islom Karimov und dessen Frau Tatjana in Fergana geboren. Sie absolvierte die mathematische Jugendakademie in Taschkent im Jahr 1988. 1989 wurde ihr Vater Regierungschef in der Usbekischen SSR und 1991, nach der Auflösung der Sowjetunion, der erste Präsident des Landes. Von 1989 bis 1994 besuchte sie die Staatliche Universität in Taschkent, wo sie den Bakkalaureus an der Abteilung für Internationale Wirtschaft erwarb. Während ihres zweiten Studienjahres arbeitete sie als Übersetzerin bei der Industrie- und Handelskammer von Usbekistan. 1992 absolvierte sie einen Schmuckdesign-Kurs des New York Instituts für Mode und Technologie.
Zwischen 1994 und 1996 besuchte sie das Wirtschaftsinstitut der Akademie der Wissenschaften Usbekistans, an der sie den Magistergrad erwarb. Im Laufe der Jahre 1994–1995 war sie als Referendar-Lehrerin beider Abteilungen für Politikwissenschaft an der Taschkenter Universität für Weltwirtschaft und Diplomatie (TUWD) tätig. Vom Sommer 1995 bis 1996 arbeitete sie bei der Abteilung für Politikanalyse und Prognose des Ministeriums für auswärtige Angelegenheiten Usbekistans, wo sie für die Vorbereitung analytischer Berichte für den Staatssicherheitsrat und Präsidentenamt zuständig war.
Von 1998 bis 2000 besuchte Karimova die Harvard University, wo sie einen Magistergrad in regionalen Studien erwarb. Zugleich war sie an der Taschkenter Universität für Weltwirtschaft und Diplomatie immatrikuliert. Dort wurde ihr im Jahr 2001 der Doktorgrad in Politikwissenschaft, 2009 der Titel Professor in Politikwissenschaft verliehen. Seit 2006 besitzt sie auch den Bakkalaureus-Grad im Telekommunikationsbereich, den die Taschkenter Universität für Informationstechnologie verliehen hat.

### Heirat und Scheidung
Karimova heiratete 1991 Mansur Maqsudi, einen amerikanischen Geschäftsmann afghanischer Herkunft. Sie haben zusammen zwei Kinder, einen Sohn namens Islam (* 1992) und eine Tochter namens Iman (* 1998). Nachdem sich das Paar im Juli 2001 getrennt hatte, zog Karimova mit beiden Kindern zurück nach Usbekistan. Der usbekische Richter gewährte ihr das Sorgerecht für die Kinder, während der New Jersey Superior Court das Sorgerecht Maqsudi zusprach.
In Usbekistan wurde ein Haftbefehl gegen Maqsudi ausgestellt, einige seiner Verwandten wurden festgenommen und kamen ins Gefängnis. Andere Verwandte wurden von Afghanistan zur usbekisch-afghanischen Grenze getrieben und auf der Seite Usbekistans festgenommen. Für Maqsudis Unternehmen in Usbekistan, seine Beteiligung an dem Joint-Venture mit Coca-Cola, wurde ihm die Erlaubnis entzogen. Laut einem US-Kongressabgeordneten zeigen diese Vorfälle gegen Maqsudi einen Amts- oder Machtmissbrauch des Präsidenten Karimov.
Laut The Guardian erhielt Karimova Schmuck im Wert von 4,5 Millionen Dollar und Geschäfte im Wert von rund 60 Millionen Dollar im Rahmen der Scheidung. Laut Gerichtsbescheid der Richterin Deanne M. Wilson (Obergericht des Staates New Jersey) wurde das Sorgerecht für die beiden Kinder am 9. Juli 2008 an Karimova gegeben.

## Karrierelaufbahn

### Politische und diplomatische Laufbahn
Zwischen Sommer 1995 und Herbst 1997 war Karimova als Beraterin des usbekischen Außenministers tätig und arbeitete in der Organisation der Taschkenter Internationalen Konferenz „Zentralasien – Nuklearwaffenfreie Zone“.
1998 und von 2000 bis 2003 diente sie als Beraterin bei der Ständigen Vertretung der Republik Usbekistan bei den Vereinten Nationen in New York. Von 2003 bis 2005 war sie als Botschaftsrätin in der Botschaft Usbekistans in Moskau tätig. Sie diente erneut als Beraterin des Außenministers von 2005 bis 2008. Im Februar 2008 wurde sie stellvertretende Außenministerin für die internationale Zusammenarbeit im kulturellen und humanitären Bereich, im September 2008 als Ständige Vertreterin Usbekistans bei den Vereinten Nationen und anderen internationalen Organisationen in Genf und im Januar 2010 zur Botschafterin der Republik Usbekistan in Spanien ernannt. Sie ist Mitglied des Cercle Diplomatique de Genève.
2012 wurde Karimova mit dem Preis der Shanghaier Organisation für Zusammenarbeit „Seidenstraße und humanitäre Zusammenarbeit“ ausgezeichnet.

### Förderung Usbekistans in der Politik
2005 gründete und förderte Karimova das erste usbekische, unabhängige Forschungszentrum für politische Studien. Das Zentrum beschäftigt sich mit wissenschaftlich-angewandten Forschungen über aktuelle Probleme der Innen- und Außenpolitik der Republik Usbekistan, regionale Sicherheit, über wirtschaftliche Entwicklung und internationale Zusammenarbeit sowie die über Vorbereitung der Informations-, Analyse- und Prognosematerialien. Bis 2013 arbeitete das Zentrum mit mehr als 25 Institutionen weltweit zusammen. Karimova war die Chefredakteurin des monatlich erscheinenden Informations-, analytischen Blattes „Usbekistan und Zentralasien“.

### Soziales Engagement
Auf Karimovas Initiative wurden fünf NGOs in Usbekistan gegründet. 2009 organisierten zwei Stiftungen – Stiftung für die Unterstützung der sozialen Initiativen (SISF) und die Öffentliche Assoziation „Frauenversammlung“ – eine Konferenz zum Thema „Medizinische Aspekte und die Rolle der gesellschaftlichen Organisationen in der Auflösung der Brustkrebsprobleme“. Im Jahr 2006 unter der Ägide von SISF initiierte Karimova die Mikrokreditgewährung für Bäuerinnen in den ländlichen Gebieten Usbekistans.
Karimova war Gründerin und Vorsitzende des Treuhandrates der Stiftung „Forum der Kultur und Kunst Usbekistans“ (bekannt als Fund Forum). Diese größte NGO in Usbekistan wurde im Frühling 2004 gegründet. Seitdem hat Fund Forum mehrere Memoranda über gegenseitige Verständigung mit internationalen Organisationen unterzeichnet. 2010 wurde Fund Forum der beratende Status bei ECOSOC (Wirtschafts- und Sozialrat der Vereinten Nationen) verliehen. Am 24. Dezember 2010 zeichnete das Internationale Olympische Komitee Fund Forum mit seinen jährlichen „Sport - Inspiring Young People“ Preis für die Jugendaktionen im Sport-, Bildungs- und Kulturbereich aus. Gemeinsam mit der Förderung der nationalen Kultur und Kunst gewährt Fund Forum noch Bildungs-Grants und Stipendien für Studenten. Im Juni 2010 gewährte Fund Forum in Zusammenarbeit mit anderen Stiftungen humanitäre Hilfe für Menschen, die durch die Ereignisse im benachbarten Kirgistan geschädigt wurden.
2010 auf Initiative von Karimova wurde der karitative Marathonlauf „Im Namen des Lebens“ gegründet, der unter der Ägide von Fund Forum, Öffentliche Assoziation „Frauenversammlung“ und Nationale Assoziation gegen Brustkrebs geführt ist. Seitdem haben rund 100.000 Menschen aus Usbekistan am Marathonlauf teilgenommen. 2012 übergab Karimova der Nationalen Assoziation gegen Brustkrebs 25 Millionen Soums für die Anschaffung von Krebs-Medikamenten.
Im April 2012 gab sie bekannt, die Gründung einer neuen NGO – „Forum sozial verantwortlicher Bürger Usbekistans“ – begonnen zu haben. Diese konzentriert sich auf die Unterstützung der sozialen Initiativen usbekischer Bürger.

### Jugendpolitik
2004 wurde das republikanische Festival „Yangi Avlod“ (Neue Generation) zur Kinderunterstützung und -entwicklung in den Kunstdisziplinen gegründet.
2009 wurde bekannt gemacht, dass zwei weltberühmte Fußballer, Samuel Eto’o und Cristiano Ronaldo, die neue Initiative Karimovas – das Programm für die Unterstützung junger Fußballspieler – unterstützten. Dazu unterzeichneten die beiden Spieler Memoranden über die Zusammenarbeit mit Fund Forum.
Ein weiteres Projekt ist der Wettbewerb begabter Jugendlicher „Kelajak Ovozi“ (Stimme der Zukunft). Seit 2005 beteiligten sich fast 388 000 Jugendliche an den Projekten in Bereichen wie IT, Architektur und Design, soziale Innovationen und Poesie.

### Musik
2006 veröffentlichte Karimova ihr erstes Musikvideo zum Lied „Unutma Meni“ (Vergiss mich nicht) unter dem Pseudonym „Googoosha“, ihres Vaters Spitzname für sie. Laut Kommentatoren war das Teil einer Kampagne, um ihre Popularität in Usbekistan zu fördern. In einem weiteren Musikvideo singt sie das Lied „Besame Mucho“ als Duett mit Julio Iglesias.
Im Dezember 2012 veröffentlichte Googoosha ein Duett mit dem französischen Schauspieler Gérard Depardieu. Bei seinem Besuch in Usbekistan sagte er die Hauptrolle in einem usbekischen Film zu. Gulnora Karimova schrieb ein Drehbuch für „The Theft of the White Cocoon“ (Der Diebstahl des weißen Kokon), eine Geschichte über die Entstehung der zentralasiatischen Seide im Zeitraum des 5. bis 6. Jahrhunderts in Zentralasien.
Im April 2012 wurde die erste Single von Googoosha „Round Run“ mit verschiedenen Remixes von DJ White Shadow, Razor N Guido aus den USA und Maxim Fadeev aus Russland veröffentlicht. Der Remix aus dem Album „wurde mehrmals per Funk übermittelt und in mehr als 100 Clubs in den USA übertragen“. Diese Single erreichte den 5. Platz in den US-Billboard-Breakouts für Hot Dance Club Play. Im Juni 2012 veröffentlichte Karimova ihr selbstbetiteltes Debüt-Album in den USA und auf iTunes. Die Songs wurden häufig im usbekischen Radio gespielt, nicht aber in anderen Ländern.

### Poesie

Brief der Brentano-Gesellschaft an Karimova

In der jährlichen Ausgabe der Gedichtsammlung von 2024 veröffentlichte die Brentano-Gesellschaft, ein Imprint der Frankfurter Verlagsgruppe, einer Gruppe von Selbstkosten- bzw. Pseudoverlagsunternehmen, Gulnora Karimovas Gedicht „Die Welt ist ein Fluss von Blitzen und Einblicken“.

### Mode und Schmuckdesign
Im März 2009 präsentierte Karimova ihre eigene Schmuck-Kollektion „GULI for Chopard“, die für das namhafte Schweizer Unternehmen Chopard entworfen wurde. Es wurde berichtet, dass die Verkaufserlöse von der Kollektion auf das Kinderfest „Yangi Avlod“ (Neue Generation) überwiesen würden.
Im September 2010 im Rahmen der New York Fashion Week präsentierte Karimova ihre Modelinie „Guli“, die sich mit usbekischen Stoffen und auf dem traditionellen usbekischen langen Mantel basiertem Designs kennzeichnet.
Im September 2011 erregten Human Rights Watch und andere Organisationen die Aufmerksamkeit auf die Verbindung mit der Regierung ihres Vaters, das Vorhandensein von Kinder- und Zwangsarbeit. Infolgedessen wurde über die geplante Modenschau von Karimova Frühling 2012 im Rahmen von New York Fashion Week ein Verbot verhängt. Laut Human Rights Watch sind bis zu zwei Millionen usbekischen Kinder die Schule zu verlassen gezwungen, um jedes Jahr zwei Monate lang Baumwolle zu pflücken. Diese Baumwolle dient als Gewebe für die Designs von Karimova.
Trotzdem fand die Modenschau in New York statt, aber mit dem geänderten Standort – Cipriani.
In Usbekistan organisiert Karimova auch Style.uz Art Week mit Modenschauen von internationalen Designern wie Cavalli, Scervino und Chopard. Art Week besteht aus Theatre.uz International Theatre Festival, Golden Guepard Tashkent International Film Forum, Biennale und Photobiennale Ausstellungen sowie Workshops, Rundtische, Konzerte und Wohltätigkeitsveranstaltungen.
Am 8. Oktober im Rahmen von Style.Uz Art Week 2012 präsentierte Gulnora Karimova ihren ersten Duft, Victorious für Männer und Mysterieuse für Frauen. Die Düfte wurden von dem französischen Parfümeur Bertrand Duchaufour kreiert. Der bekannte türkische Schauspieler Halit Ergenç wurde das Gesicht von Victorious für Männer.

### Korruptionsvorwürfe und Ermittlungsverfahren in der Schweiz
Gulnora Karimova war lange nach ihrem Vater und neben ihren Geschwistern eine der reichsten Personen Usbekistans. Im Laufe ihrer diplomatischen und geschäftlichen Tätigkeiten kam es immer wieder zu Korruptionsvorwürfen. So soll Karimova mit der 2010 bankrottgegangenen Firma Zeromax mit Sitz im Schweizer Ort Zug in Verbindung gestanden haben, die Milliardendeals mit Gas, Öl und Baumwolle abwickelte. Laut den von WikiLeaks veröffentlichten US-Depeschen soll die usbekische Präsidententochter hinter Zeromax stecken. Zeromax und Gulnora Karimova haben das jedoch bestritten.
Kurz vor der Pleite gab die Firma noch einen milliardenschweren Bauauftrag für eine Kongresshalle in Taschkent in Auftrag, an dem auch mehrere Dutzend deutsche mittelständische Unternehmen beteiligt waren. Nach Fertigstellung warten diese noch immer auf ihre Bezahlung. Mode- und Schmuckschauen von Gulnora Karimovas Modelinie Guli wurden hier jedoch regelmäßig ausgestellt.
Des Weiteren steht Karimova unter Verdacht, in dem Skandal um den Ausschluss des russischen Mobilfunkanbieters MTS aus Usbekistan beteiligt gewesen zu sein. Infolgedessen wurden zwei Untersuchungsverfahren wegen Geldwäsche in der Schweiz und in Schweden gegen vier Personen aus ihrem Umfeld angestrengt. Über ein Konto der schwedischen TeliaSonera-Gruppe sollen über 300 Millionen Dollar an Personen aus diesem Umfeld geflossen sein. Gulnora Karimovas Vermögen wurde auf bis zu 600 Millionen US-Dollar geschätzt.
Ende August 2013 durchsuchte eine Ermittlungsbehörde in der Schweiz zusammen mit der Polizei Karimovas Villa in Genf, um weitere Beweismittel zu sammeln. Im September 2013 wurden Strafermittlungen auch auf ihre Person ausgedehnt, nachdem sie zuvor als ständige Vertreterin Usbekistans bei den Vereinten Nationen in Genf noch diplomatische Immunität hatte. Karimova wurde im März 2014 von der schweizerischen Bundesanwaltschaft der Geldwäsche verdächtigt; Vermögenswerte in Höhe von mehr als 800 Millionen Franken (umgerechnet 659 Millionen Euro) wurden beschlagnahmt.

## Entwicklung ab 2014
Nachdem Karimova sich 2013 offen über das Regime ihres Vaters kritisch geäußert hatte, verlor sie ihren politischen Einfluss vollständig. Seit etwa Mitte Februar 2014 sind keine Internet-Aktivitäten mehr von ihr bekannt. Es wurde spekuliert, dass sie verhaftet worden sei oder unter Hausarrest steht. Die BBC erhielt im März 2014 einen anonymen handschriftlichen Brief zugespielt, der mutmaßlich von Karimova verfasst ist und in dem sie sich über psychische und physische Misshandlungen beklagt. Offenbar wurde sie 2017 zu 10 Jahren Haft verurteilt, die sie im Hausarrest verbringen durfte. 2019 wurde sie nach Angabe ihres Schweizer Anwaltes wegen Verstoßes gegen die Auflagen, das Haus nicht zu verlassen und das Internet nicht zu nutzen, inhaftiert, um die Reststrafe zu verbüßen. Im März 2020 wurde Karimova wegen Veruntreuung staatlicher Gelder u. a. zu weiteren 13 Jahren und vier Monaten verurteilt.
Die Schweizer Bundesanwaltschaft erhob im Herbst 2023 Anklage wegen Beteiligung an einer kriminellen Organisation, Geldwäscherei, Bestechung fremder Amtsträger und Urkundenfälschung. Mit beschuldigt wurde Personal der Genfer Privatbank Lombard Odier, die Karimovas Finanzen abwickelte. Um die drohende Verjährung zu umgehen, wurde ein Richter des Bundesstrafgerichts Bellinzona Anfang Februar 2025 nach Usbekistan entsendet, um im Rahmen der Rechtshilfe mit einem usbekischen Richter zusammen Zeugen und die weiterhin inhaftierte Karimova zu vernehmen.
Von den 2012 im Zusammenhang mit dem von der Bundesanwaltschaft gesperrten rund achthundert Millionen Franken, waren bis 2018 über 340 Millionen rechtskräftig der Justiz verfallen, die über den Multi-Partner Trust Fund der UNO an Usbekistan als Teil des Programms “Uzbekistan Vision 2030” zurückgezahlt werden sollen. Am 16. August 2022 wurde in Bern ein erstes Abkommen über die Auszahlung von US$ 132 Millionen unterzeichnet. Es folgten 43,5 Millionen Dollar im September 2023. Gerade in jenen Tagen als der Richter die Erlaubnis hatte, seine Vernehmungen in Usbekistan durchzuführen, gaben die Schweizer weitere 182 Mio. US$ frei. Usbekischerseits wird behauptet, Karimova und ihre Helfer hätten insgesamt 1,4 Milliarden US$ beiseite geschafft, außer in die Schweiz vor allem nach Frankreich, USA und Lettland.